# ناي

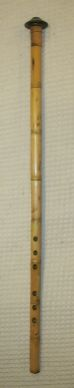
ناي المنصور

الناي آلة موسيقية شرقية هوائية تستخدم في التخت الموسيقي الشرقي فهي من الآلات الأساسية في الموسيقى العربية.
يصنع الناي من نبات القصب البري، وهو عبارة عن قصبة جوفاء، مفتوحة الطرفين، وقد استخدم الناي منذ القدم فقد أستخدم البابليون وقدماء المصريين هذه الآلة.
الناي عموما نوعان منه القصير ومنه الطويل.
يتكون الناي من تسع عُقَل بها ستة ثقوب على استقامة واحدة وثقب آخر من الخلف يتحكم به الإبهام.
يصدر الناي النغمات بتون ونصف التون وثلاثة أرباع التون بدقة كبيرة، لذا ما يستخدم العازف أكثر من آلة ناي لتغطية ما تحتاجه المقطوعة الموسيقية من نغمات مختلفة قد لا تكفي ناي واحد لإصدارها.

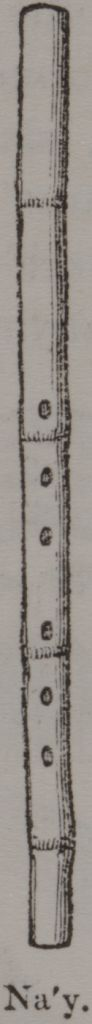

آلة الناي مصنوعة من البوص المجوف أو الخيزران ذات صوت شجي لها ستة ثقوب من الأمام كل ثلاثة ثقوب مبتعدة قليلاً عن الثلاثة الأخرى وله ثقب رابع من الوراء في منتصف الناي وهذه الثقوب مفتوحة بموجب نسب حسابية مقررة حسب نسب السلم الموسيقي العربي ومن فصيلة الناي آلة الشبابة وهي قصبة جوفاء في جوانبها ثقوب ينفخ فيها وبعض ثقوبها مفتوحة والأخرى مسدودة كما تشبه هذه الآلة الزلامي وهو المزمار المصنوع من قطعتين منفردتين على شكل قصبة جوفاء مفتوحة الجانبين ومثقوبة الجوانب الأخرى وينفخ فيها بقصبة أخرى نحيلة وقصيرة توصل الهواء إلى جوفها فيخرج الصوت حاداً وسريعاً ويوجد نوع آخر من القصب يسمى التيكر أو تيكي وهذه الآلة بسبعة ثقوب تسمى في الموسيقى العربية المسبع. والتيكر نوع من الزمر ينفخ فيه بواسطة قطعة دقيقة من القصب الرفيع توضع في مكان الفم ويوجد نوع آخر من القصب يسمى المجوز البلدي أو الأرغول وقد ذكر في التوراة باسم أوقاب واقتبس اليونان شكل هذه الآلة وسموها مون أولوس أي مزمار الحب. إن آلة الناي في الأجواق العربية لا يمكن أن تقتصر على ناي واحد أو نايين فلكل طبقة صوتية ولكل نغمة ناي خاص بهما وعدد النايات المستعملة عند عازفي هذه الآلة في الأجواق العربية أربعة وعشرون ناياً لاستخراج أربعة وعشرين طبقة صوتية والأساس في هذه النايات هما نايان الشاه والمنصور فالأول يعتبر أساساً أو قراراً لنغمة البياتي من الحسيني أو الحسيني والثاني يستخرج منه قرار نغمة الراست

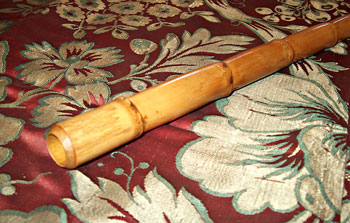
ناي عربي

نأخذ أولاً ستة نايات لدراسة خصائصها فالأول تستخرج منه نغمة البياتي من الراست ودرجتها دو وقرار هذه الدرجة المنصور والدرجة الثانية بياتي الدوكاه وطبقتها ره والدرجة الثالثة نغمة البوسليك ودرجتها سي والدرجة الرابعة بياتي من الجهار كاه وطبقتها فا والدرجة الخامسة نغمة بياتي نوا وطبقتها صول والدرجة السادسة نغمة بياتي الحسيني وطبقتها لا ثم هناك ستة نايات أخرى ترتفع طبقتها الصوتية ثلاث كومات تقريباً وستة نايات أخرى تنخفض ثلاث كومات وكذلك هناك ستة أخرى تنخفض بين الأربع والخمس كومات تقريباً هذه هي خصائص الطبقة الصوتية لمجموعة النايات الأربع والعشرين ومن قواعد تصنيع هذه الآلة أولاً أن لا يقطع القصب من أرضه قبل نضوجه ثانيا أن يثقب من الداخل بدءاً من طرف الفم إذ يكون الثقب صغيرا ويتدرج في التوسع حتى نهايتها ويكون الثقب في نهايتها بحجم قطر القصبة ويقص ثلث العقدة الأولى تقريبا والناي يصنع من قصبة عادية وعدد عقدها ثمانية وأطوال المسافات التي بين العقد تسعة قصار بنسب واحدة تثقب هذه القصبة من نصف المسافة الخامسة تماماً وبذلك يكون من كلا طرفي المسافة المثقوبة أربعة مسافات ويكون هذا الثقب من خلف الناي ثم يقسم النصف السفلي إلى أربعة أرباع ويقسم الربعان الأوسطان كل منهما إلى أرباع المسافة وبعد ذلك يشار إلى مسافات الأرباع بخطوط عددها سبعة تثقب الثلاثة العليا والسفلى ويترك الخط الأوسط وتكون الثقوب من الطرف الأمامي. وبذلك تأخذ آلة الناي شكلها الكامل وتصلح للعزف ولفتح ثقوب الناي طريقة أخرى إذ تقسم الناي إلى ستة وعشرين مسافة متساوية وعند المسافة الرابعة تثقب الثقب الأول من الأسفل من الأمام وعند المسافة الخامسة تثقب الثقب الثاني وعند السادسة تثقب الثالث وتترك المسافة السابعة بدون ثقب وعند المسافة الثامنة تثقب الثقب الرابع وعند التاسعة تثقب الخامس وعند العاشرة تثقب السادس وعند المسافة الثالثة عشرة يثقب الثقب الخلفي وهي نصف مسافة الناي تماماً ولم تقف حدود هذه الآلة في إطار الميدان الموسيقي الغنائي بل تعدته ودخلت مواطن الطرق الصوفية في التكايا والزوايا.

## طريقة العزف على الناي
من قواعد العزف على هذه الآلة أن يوضع الناي على جانب الفم وينفخ الهواء بزاوية 45 درجة في حافة الآلة وعلى حسب قوة النفخ يمكن التحكم في طبقة الصوت للنغمات.
مثال على طبقة النغمات عند العزف على الناي العقلة الدوكة:
عند غلق جميع الفتحات تكون النغمة هي الدو أو الرست ويتتابع رفع الأصابع حتى نصل لنغمة الصول أو النوى.
النفخة الأعلى مع غلق جميع الفتحات تبدأ بنغمة النوى وتنتهي بنغمة الري أو الدوكة الجواب.
النفخة الأعلى تبدأ بنغمة الرست جواب وتنتهي بالنوى الجواب.
ويمكن النفخ بدرجة السلف أقل من النفخة الأولى للحصول على الرست القرار والانتهاء بالنوى قرار ولتكملة السلم يستخدم الإبهام الأيسر للحصول على نغمتي ال لا وال سي